# Olsenbanden og Dynamitt-Harry mot nye høyder
Olsenbanden og Dynamitt-Harry mot nye høyder, deutscher Festivaltitel Die Olsenbande und Dynamit-Harry zu neuen Höhen, ist der zehnte Film aus der Filmreihe der Olsenbande (Norwegen). Die norwegische Filmkomödie von Knut Bohwim ist eine norwegische Neuverfilmung von Die Olsenbande steigt aufs Dach und hatte am 7. September 1979 seine Kinopremiere.

## Handlung

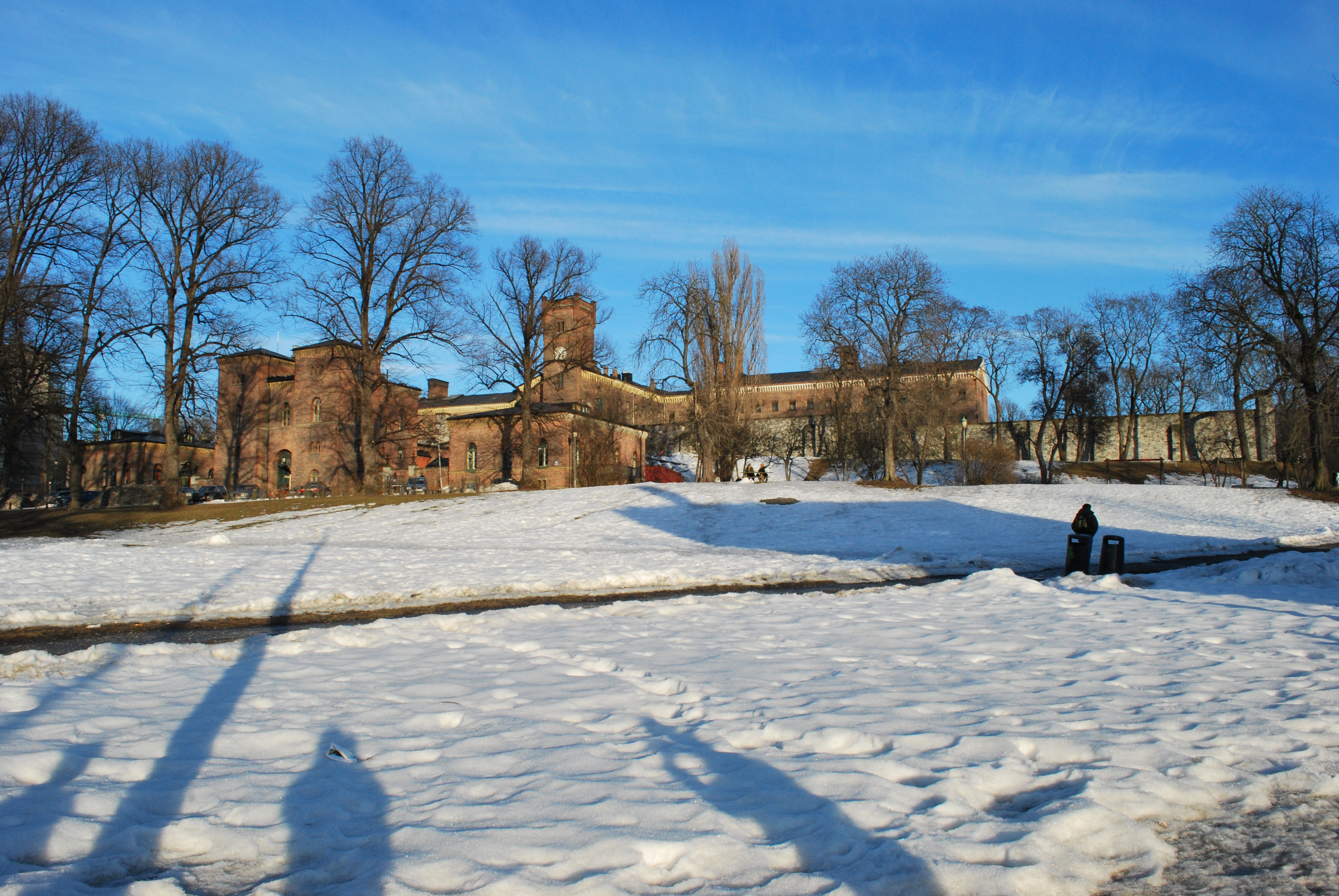
Mitten im Winter wird hier Egon Olsen vorzeitig gegen seinen Willen aus dem Osloer Staatsgefängnis Botsfengselet entlassen.

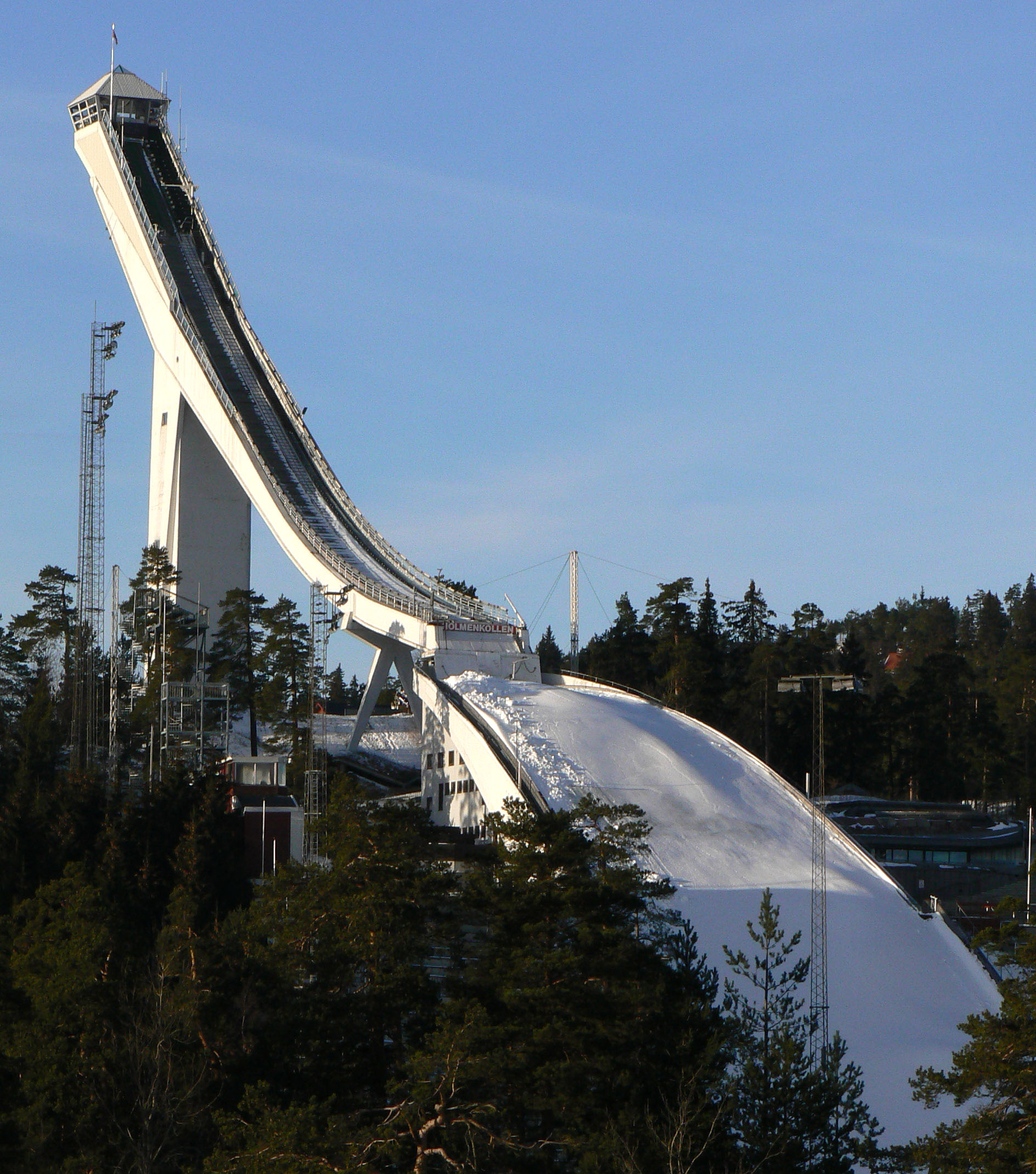
An der alten Holmenkollen-Schanze plant Benny seinen neusten Coup für die Olsenbande. Als dann Egon dort verhaftet wird, muss er auch noch von dieser Schanze springen.

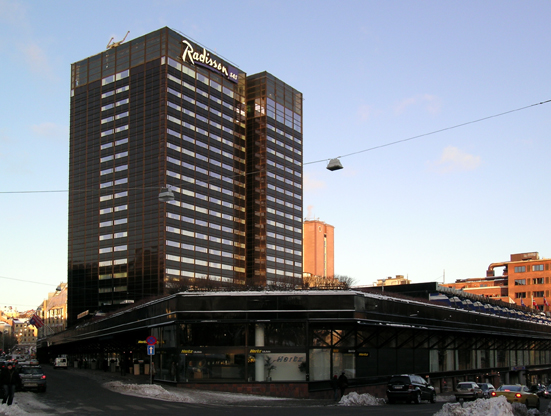
Im Radisson SAS Scandinavia Hotel in Oslo will Egon den Mikrofilm über die neuen Erdölfunde übergeben. Er wird wieder aber hereingelegt und kann nur durch Dynamit-Harrys Hubschrauber in letzter Sekunde vom Dach des Hochhauses gerettet werden.

Durch eine Amnestie wird Egon gegen seinen Willen vorzeitig aus dem Gefängnis entlassen. Die Amnestie wurde zum Geburtstag des norwegischen Politikers und Justizministers Inger Louise Valle für alle Gefangenen beschlossen, die nur noch geringe Haftstrafen absitzen müssten. Olsen wäre aber sehr gern länger im Gefängnis geblieben, weil er dort in zwei Tagen den Rechtsanwalt Bakke getroffen hätte. Von diesem Anwalt wollte er ein paar wichtige Tipps für seinen neuesten Plan bekommen. Nachdem er von Benny und Kjell vom Botsfengsel abgeholt worden ist, muss er ihnen mitteilen, dass er dadurch bedingt leider keinen neuen Plan für einen Coup hat. Benny hat aber für einen Bruch einen Ersatzplan, worauf sich Egon nur widerwillig bereit erklärt mitzumachen. Benny plant, am Holmenkollsøndagen (Holmenkoll-Sonntag) – das ist der allerletzte Tag des Holmenkollen-Skifestivals am Holmenkollen – ein Ding zu drehen. Während dieser Skiveranstaltung sind alle abgelenkt, und niemand bekommt mit, wenn sie sich in das Schanzengebäude am Berg einschleichen. Bennys Plan läuft auch reibungslos, und nicht einmal zum Öffnen des Franz-Jäger-Tresors braucht er Egons Hilfe. Das ist zu viel für Egon, er vermasselt Bennys Coup und nutzt eine Gelegenheit, um den Alarm auszulösen. Benny und Kjell müssen fliehen, ohne ihre Beute mitnehmen zu können. Egon lässt sich als mutmaßlicher Einbrecher festnehmen, muss aber zur Überführung ins Gefängnis vorher von der Holmenkollen-Schanze herunterspringen. Olsen hat schließlich aber sein Ziel erreicht und ist wieder im Gefängnis.
Als Egon wieder herauskommt, bringt er nun diesmal einen ausgereiften Plan wieder mit. Diesmal geht es um einen Mikro-Film, der gestohlen werden soll und für den gewisse Leute bereit sind, sehr viel Geld zu bezahlen. Dieser Film enthält wichtige Informationen und Dokumente über Untersuchungen zu vielversprechenden unterseeischen Ölvorkommen in der norwegischen Nordsee. Wer über diese wichtigen Informationen verfügt, kann damit einen beträchtlichen Gewinn erzielen. Brock-Larsen, ein ehemaliger Diplomat und einst ein hochangesehene Beamter des Ölministeriums, der mittlerweile als windiger Finanzberater und Geschäftemacher unterwegs ist, ist schon seit einiger Zeit verzweifelt auf der Suche nach diesem hochbrisanten Film. Ein an der Erdölförderung in der Nordsee interessiertes deutsches Konsortium würde Herrn Brock-Larsen 100 Millionen Deutsche Mark für diese Daten bezahlen. Egon, bzw. die Olsenbande, will nun den Mikrofilm für Brock-Larsen aus dem norwegischen Ölministerium stehlen und soll dafür 10 % des Gewinns bekommen, was immerhin noch 10 Millionen DM wären. Auch die Polizei hat von den Machenschaften von Brock-Larsen Wind bekommen und will diese dunklen Geschäfte aufklären, bzw. verhindern. Kriminalkommissar Hermansen wird nun wegen des neuen Falles vom Polizeipräsidenten zurückgeholt, um sich erneut zu bewähren. Zuletzt wurde Hermansen wegen seines mutmaßlichen Versagens degradiert, zur berittenen Straßenpolizei versetzt und musste dort als Stallknecht in einem Polizeigestüt arbeiten.
Egon weiß ganz genau, wo und wie man sich den Film leicht beschaffen kann. In das Archiv des Ölministeriums gelangt man unbemerkt durch einen Eingang an einem historischen Mauerwerk und von dort aus weiter über einen alten geheimen Zugang einer Höhle, die direkt in das Gebäude führt. Es gelingt der Olsenbande, dank Egons genialem Plan und unter Anwendung ihrer Tricks, den brisanten Film zu stehlen. Bei der Übergabe an Brock-Larsen wird die Bande aber hereingelegt. Da Brock-Larsen sich die 10 % für Egon einsparen will und auch keine Zeugen gebrauchen kann, will er ihn verschwinden lassen. Der windige Geschäftsmann lässt Egon von seinem Gehilfen Roy in eine stillgelegte Fabrik bringen, wo er ihn mittels Gas beseitigen will. Benny und Kjell, die bemerken, dass bei Egon etwas schiefgelaufen ist, nehmen die Verfolgung auf und können ihn letzter Sekunde noch retten.
Egon schwört Rache und will sich jetzt dafür alles holen. Er weiß genau, wann die Ankunft und Übergabe des Filmes an den schwarzen Baron, dem deutschen Vertreter des ominösen Ölkonsortiums, stattfindet. Sie überlisten den schwarzen Baron bei seiner Ankunft am Osloer Flughafen und nehmen ihm den roten Koffer mit den 100 Millionen DM ab, die er für den Ankauf des Filmes verwenden wollte. Brock-Larsen ist das zu viel; er lässt Egon suchen und zeigt ihn als Dieb bei Kriminalkommissar Hermansen an. Olsen muss jetzt auch noch vor der Polizei flüchten. Schließlich wird er von den Helfern Brock-Larsens überwältigt und bekommt die Millionen wieder abgenommen. In einem erneuten Anlauf kann die Olsenbande den schwarzen Baron überlisten, als dieser sich noch ein paar Tage in Oslo vergnügt. Sie nehmen ihm den Film wieder ab und bieten diesen erneut Brock-Larsen an. Dieser lässt sich diesmal auf einen Handel mit Egon ein, da das vermeintliche Ölkonsortium nicht länger mit dem Handel warten will. In Kjells Wohnung wurde der Film aber versehentlich vertauscht mit einem Urlaubsfilm von Kjells Frau Valborg. Als Egon dem Ölkonsortium den Plan vorführen soll, blamiert er sich dadurch, und das Geschäft mit Brock-Larsen geht wieder flöten. Dieser setzt jetzt Egon unter Druck, damit dieser ihm endlich verrät, wo der richtige Film ist, und lässt ihn dazu an einem Fahrkorb auf dem Dach des Radisson SAS Hotel Scandinavia festbinden. Als die Zeit um ist, ohne dass er sein Geheimnis verrät, wird Egon mit dem Fahrkorb in die Tiefe gelassen. Benny und Kjell haben sich in der Zwischenzeit die 100 Millionen DM aus Brock-Larsens Tresor geholt. Als sie Egon in seiner misslichen Situation sehen, brauchen sie aber Dynamit-Harrys Hilfe, um ihn befreien zu können. Dieser hat einen Job als Sprengmeister im Osloer Ortsteil Fornebu am Flughafen Oslo-Fornebu.  Mit seiner Hilfe „borgen“ sie sich einen Hubschrauber vom Flugplatz, den Dynamit-Harry dann zu dem besagten Hotel steuert. Im letzten Moment können sie Egon noch vom Dach des SAS-Scandinavian-Airlines-Hotels retten. Die Rettungsaktion ist zwar erfolgreich, aber bei der Landung wird Egon verhaftet und mit dem Geldkoffer auf das Polizeipräsidium mitgenommen.
Hermansen lässt Brock-Larsen aufgrund einer Anzeige des Archivleiters des Ölministeriums verhaften. Da aber das Beweismittel, der beschlagnahmte Film, nur Urlaubsbilder von Kjells Familie enthält, muss er ihn wieder freilassen. Für sein erneutes Versagen wird er vom Polizeidienst suspendiert. Bevor er sich aber von der Polizei verabschiedet, lässt er auch Egon Olsen wieder laufen. Durch eine Verwechslung bei der Polizei wird jedoch Egons Koffer mit dem Geld gegen einen gleich aussehenden Koffer mit einer Angelausrüstung von Kriminalkommissar Hermansen vertauscht. Dieser wollte sich eigentlich in seinen geplanten Urlaub ein paar ruhige Anglertage gestalten. Als Hermansen  feststellt, dass in seinem Koffer jetzt das Geld ist, lässt er sich unverzüglich mit einem Taxi zum Flughafen bringen, um sich nach Kanada zu seiner Schwester abzusetzen. Egon stellt ebenfalls fest, dass er jetzt den falschen Koffer hat und möchte daher wieder ins Gefängnis. Vor Wut verwüstet Egon ein Schaufenster mit Auslagen aus der Porzellanmanufaktur Porsgrunn-Porselænsfabrik, wodurch er plangemäß wieder verhaftet wird und ins Osloer Staatsgefängnis einfährt. Anlässlich seiner zehnten Jubiläums-Inhaftierung  (bzw. dem zehnten norwegischen Olsenbandenfilm) wird er von einer Gefangenenband und einem Ehrengeleit im Gefängnis feierlich empfangen sowie vom Gefängnisdirektor persönlich begrüßt.

## Kritiken
„Viel Lob für die Olsenbande – Die Geschichte gehört diesmal zu den besseren, mit feinen Bezügen zu aktuellen politischen Dingen... Also diesmal viel Lob für die Olsenbande. Aber zukünftig könnte am Drehbuch noch einiges herausgearbeitet werden … Ansonsten aber hat man jeden Grund aus diesen Anlass zu gratulieren.“

„Volltreffer – Ein Film, der ganz aus dem Häuschen gerät, mit vielen Volltreffern und wenigen toten Punkten. Aber jetzt wäre es wohl an der Zeit, Aud Schønemann einige bessere Dialoge zu geben, die sie spielen soll. Ein bisschen mehr Pfeffer hätte ihre sonst so vorzügliche Valborg wohl verdient. ( …) Alles ein Geschenk von Knut Bohwim und Teamfilm A/S.  Dies ist ein spaßiges Vergnügen, hier kann man lachen. Weil ich in Oslo geboren bin, möchte ich dem Kameramann Bjørn Jegerstedt (B-Kameramann) Dank sagen: diese Stadt ist nun einmal gar nicht so schlimm, wenn man die Kamera nur im richtigen Winkel aufstellt.“